# Annemie Wolff
Annemie Wolff, nata Anna Maria Koller (Laufen, 27 dicembre 1906 – Amsterdam, 2 febbraio 1994), è stata una fotografa olandese, di origini tedesche.

## Biografia
Annemie era figlia di Heinrich (1881-1945), un soldato di professione, e di Maria Apollonia Gundel (1885-1959). Nacque con il cognome della madre perché i genitori si sposarono solo nel 1910 ed il padre riconobbe Annemie e suo fratello Heinz alcune settimane dopo la loro nascita. Dopo il matrimonio si trasferirono a Monaco di Baviera. Annemie si diplomò e seguì fin da allora le sue tendenze fotografiche frequentando un corso di formazione presso una casa editrice ed iniziando a lavorare come fotografa.
Nel 1932 sposò l'architetto berlinese Helmuth Wolff (1895-1940), di undici anni più grande di lei, pluridivorziato ed ebreo, di cui si era innamorata. Con la presa del potere del nazionalsocialismo nel 1933, per gli ebrei la vita diventò impossibile ed Helmuth dovette fuggire nei Paesi Bassi, seguita pochissimo tempo dopo da Annemie, quando aveva già scoperto che la loro casa era stata devastata e derubata.
Ad Amsterdam Annemie insegnò al marito la fotografia ed in breve aprirono la "Foto Kolff". In una buia soffitta allestirono la camera oscura mentre riuscirono a compiere dei servizi fotografici in quello che allora era il territorio dei Paesi Bassi per le riviste illustrate sia in patria che all'estero. Effettuarono ritratti per privati e fotografie pubblicitarie per le aziende, tra queste, vanno citati i molti servizi per l'azienda di Otto Frank, padre di Anna, la Nederlandsche Opekta Maatschappij che produceva soprattutto pectina, poi diventata solo Opekta, ma non più attiva. Annemie Wolff compariva nelle copertine delle pubblicazioni pubblicitarie dell'azienda per la sua fotogenia. Furono presenti con le loro foto anche all'Expo 1937 di Parigi, una esposizione internazionale di arte e tecnica noderna, in cui mostrarono immagini raccolte viaggi in Egitto, Algeria e Marocco. Tra i soggetti da loro fotografati figuravano anche il principe consorte Bernhard van Lippe-Biesterfeld con la principessa Beatrice, divenuta regina d'Olanda, allora bambina.
Nel 1940 con l'invasione nazista dei Paesi Bassi, la situazione per i coniugi Wolff si fece molto difficile. Non avevano figli, decisero di morire insieme, presero del narcotico, pare del Veronal, e aprirono il gas, lasciando sul tavolo un biglietto nel quale scrissero a chi lasciavano le loro poche cose. La mattina seguente, la cameriera Geertje Weering li trovò: Helmuth era morto, ma Annemie, seppure in fin di vita, fu portata in ospedale e fu salvata.
Dopo un periodo in cui si firmò con il nome da nubile per la rivista per la quale aveva già da tempo collaborato, "Libelle", nel 1943 decise di creare un proprio studio fotografico nella propria abitazione. In casa sua fece i ritratti a centinaia di uomini, donne e bambini fino alla fine della guerra. Parte delle foto avevano l'unico scopo del ricordo ma altre servivano per fare documenti "falsi" agli ebrei che tentavano di espatriare. Lei in tal caso manipolava le foto, rendendo la pelle e i capelli più chiari. Secondo varie testimonianze, Wolff faceva parte di varie organizzazioni di resistenza al nazismo.
Amsterdam fu distrutta dalla guerra, lei fotografò il porto distrutto e la sua rinascita, la resurrezione della città, il suo commercio navale e nel 1953 pubblicò il suo primo libro di cucina con il nome di Marianne. Nel 1950 aveva ottenuto la cittadinanza olandese. Nel 1971 smise di fotografare e andò in pensione, non parlò mai del suo lavoro e della sua carriera. Tutto ciò che aveva fatto cadde nell'oblio.

## La riscoperta
Il nome di Wolff era ormai del tutto sconosciuto. Quando lo storico della fotografia Simon B. Kool nel 2002 si apprestava ad organizzare una rassegna fotografica del porto di Amsterdam venne a conoscenza casualmente, tramite la nipote ed erede di Annemie che nella casa di una vicina di casa nella soffitta erano state rinvenute 50 000 fotografie di Annemie ed Helmuth Wolff. La cosa ancor più sconcertante fu quella del rinvenimento di 100 rulli fotografici di ritratti di persone ebree e di un taccuino con nomi ed indirizzi. Meticolosamente, Annemie, registrava i loro nomi e i loro indirizzi, mentre nel caos della guerra, delle deportazioni, dei massacri indiscriminati, degli abusi di ogni tipo, nelle foto, anche solo per un momento, queste persone mostrano sguardi ottimisti, sorrisi, in una luce calda: uomini, donne e bambini di ogni età. Wolff del resto cercava, ove possibile, di tagliare o nascondere la stella di David, specie nelle foto che sarebbero state utilizzate per i documenti per l'espatrio.
Dopo che nel 2011 fu creata la "Fondazione Annemie ed Helmuth Wolff", gli storici An Huitzing e Tamara Becker avviarono la ricerca delle persone presenti nelle foto conservate negli archivi municipali di Amsterdam confrontandole con quelle delle foto di Annemie. Lo scopo era quello di scoprire chi fosse stato ucciso e chi fosse ancora in vita, verificare se i nomi corrispondessero alle immagini ed infine consegnare le immagini agli eredi o ai loro discendenti come memoria della Shoah. Metà delle persone sono state identificate in soli tre anni grazie anche ad Internet. Purtroppo, emerse anche la realtà che la metà di loro morirono nelle camere a gas dei nazisti, nei campi di sterminio, negli eccidi e nelle marce della morte.
Queste fotografie possono assegnare uno sguardo diverso dal solito, non solo nei confronti dei campi di sterminio, ma soprattutto nei confronti degli ebrei e più in generale di ciò che ha rappresentato l'Olocausto: una storia collettiva che è anche la nostra e che ha influenzato il nostro presente e di come, attraverso immagini come quelle dei coniugi Wolff, limpide, luminose, con le ombre ben aperte, è possibile trasmetterle ai giovani. Una mostra dal titolo Lost Stories, Found Images: Portraits of Jewish in Wartime Amsterdam, è stata realizzata a San Francisco al Goethe Institut nel 2015. In Europa, una mostra si è tenuta presso il Jewish Historical Museum di Amsterdam nel 2022.
L'ebreo tedesco Helmuth Wolff, che si riciclò come fotografo poiché nella Germania nazista non poteva svolgere il suo mestiere di architetto, era in verità molto preparato ed aveva un suo stile ben definito, oltre ad essere un professionista e un costruttore ben avviato nel periodo della Repubblica di Weimar. Una mostra a lui dedicata si è tenuta all'Università tecnica di Monaco nel 2023 con i progetti, disegni di edifici non realizzati e fotografie.